# Atletica leggera ai Giochi della XXXI Olimpiade - 10000 metri piani femminili

Video ufficiale della Finale

I 10000 metri piani hanno fatto parte del programma femminile di atletica leggera ai Giochi della XXXI Olimpiade. La competizione si è svolta il 12 agosto allo Stadio Nilton Santos di Rio de Janeiro.

## Presenze ed assenze delle campionesse in carica
Per i campionati europei si considera l'edizione del 2014.
| Competizione      | Atleta              | Prestazione | Rio 2016  |
| ----------------- | ------------------- | ----------- | --------- |
| Olimpiadi 2012    | Tirunesh Dibaba     | 30'20"75    | Presente  |
| Commonwealth 2014 | Joyce Chepkirui     | 32'09”35    | Non qual. |
| Europei 2014      | Jo Pavey            | 32'22”39    | Presente  |
| Asiatici 2014     | Alia Saeed Mohammed | 31'51”86    | Presente  |
| Panamericani 2015 | Brenda Flores       | 32'41”33    | Presente  |
| Africani 2015     | Alice Aprot         | 31'24”18    | Presente  |
| Mondiali 2015     | Vivian Cheruiyot    | 31'41”31    | Presente  |

## La gara
Per la prima volta nella storia olimpica della specialità, la finale viene disputata alle 11 di mattina.

La campionessa in carica è l'etiope Tirunesh Dibaba. Ha vinto sia a Pechino 2008 che a Londra 2012. Non ha gareggiato ai Mondiali del 2015 e torna in forma per i Giochi. Tenta l'impresa di vincere tre volte consecutive l'oro olimpico sulla distanza. Invece è il giorno di gloria della connazionale Almaz Ayana. Attacca il record mondiale nella manifestazione più importante, quella che assegna il massimo titolo sportivo e in cui sono vietate le lepri. La prima metà della gara è corsa in 14'46”81. La Ayana
passa in testa dopo 5200 metri e inanella una serie di quattro giri da ottocentista: 66”67, poi 67”79, 67”35 e 68”80. Scava un solco tra sé e le avversarie: le altre concorrenti capiscono che cosa vuole fare e rinunciano ad inseguirla. La keniota Vivian Cheruiyot, campione del mondo in carica, ottiene l'argento con un distacco di 15 secondi. Dopo altri 10 secondi giunge Tirunesh Dibaba, terza.
La vincitrice ha coperto la seconda metà della gara in 14'30”64, ossia 16 secondi più veloce della prima parte! Almaz Ayana migliora il precedente record, che resisteva dal 1993, di ben 14,33 secondi. Anche i tempi dalla seconda all'ottava classificata sono i più veloci di sempre. Le prime quattro hanno concluso la gara in meno di 30 minuti (il record precedente era due). Tutte le prime 13 classificate hanno migliorato il proprio record personale. Sono stati stabiliti nel complesso otto record nazionali.
Almaz Ayana era solamente alla sua seconda gara sulla distanza. Specialista dei 5000 metri, aveva corso il suo primo 10000 ad Hengelo (Paesi Bassi) il 29 giugno. Il meeting valeva come selezione nazionale.

Per Tirunesh Dibaba, che finora aveva vinto tutte le 11 gare sui 10000 disputate, c'è la consolazione di aver battuto il proprio record personale dopo otto anni (29'54”66 nel 2008 ai Giochi di Pechino).

## Risultati

### Finale
| Record mondiale      | Junxia Wang     | 29'31"78 | Pechino | 8 settembre 1993 |
| Record olimpico      | Tirunesh Dibaba | 29'54"66 | Pechino | 15 agosto 2008   |
| Capolista stagionale | Almaz Ayana     | 30'07"00 | Hengelo | 29 giugno 2016   |

Venerdì 12 agosto, ore 11:10.
| Pos. | Atleta                    | Paese               | Tempo    | Note                          |
| --- | ------------------------- | ------------------- | -------- | ----------------------------- |
| Oro | Almaz Ayana               | Etiopia             | 29'17"45 | Record mondiale               |
| Argento | Vivian Cheruiyot          | Kenya               | 29'32"53 | Record nazionale              |
| Bronzo | Tirunesh Dibaba           | Etiopia             | 29'42"46 | Miglior prestazione personale |
| 4 | Alice Aprot Nawowuna      | Kenya               | 29'53"51 | Miglior prestazione personale |
| 5 | Betsy Saina               | Kenya               | 30'07”78 | Miglior prestazione personale |
| 6 | Molly Huddle              | Stati Uniti         | 30'13”17 | Record nord-centroamericano   |
| 7 | Yasemin Can               | Turchia             | 30'26”41 | Miglior prestazione personale |
| 8 | Gelete Burka              | Etiopia             | 30'26”66 | Miglior prestazione personale |
| 9 | Karoline Bjerkeli Grøvdal | Norvegia            | 31'14”07 | Miglior prestazione personale |
| 10 | Eloise Wellings           | Australia           | 31'14”94 | Miglior prestazione personale |
| 11 | Emily Infeld              | Stati Uniti         | 31'26”94 | Miglior prestazione personale |
| 12 | Sarah Lahti               | Svezia              | 31'28”43 | Record nazionale              |
| 13 | Diane Nukuri              | Burundi             | 31'28”69 | Record nazionale              |
| 14 | Susan Kuijken             | Paesi Bassi         | 31'32”43 |                               |
| 15 | Jo Pavey                  | Gran Bretagna       | 31'33”44 |                               |
| 16 | Jess Andrews              | Gran Bretagna       | 31'35”92 | Miglior prestazione personale |
| 17 | Alexi Pappas              | Grecia              | 31'36”16 | Record nazionale              |
| 18 | Yuka Takashima            | Giappone            | 31'36”44 |                               |
| 19 | Darya Maslova             | Kirghizistan        | 31'36”90 | Record nazionale              |
| 20 | Hanami Sekine             | Giappone            | 31'44”44 |                               |
| 21 | Dominique Scott           | Sudafrica           | 31'51”47 | Miglior prestazione personale |
| 22 | Natasha Wodak             | Canada              | 31'53”14 |                               |
| 23 | Alia Saeed Mohammed       | Emirati Arabi Uniti | 31'56”74 |                               |
| 24 | Sitora Hamidova           | Uzbekistan          | 31'57”77 | Record nazionale              |
| 25 | Lanni Marchant            | Canada              | 32'04”21 |                               |
| 26 | Carla Salomé Rocha        | Portogallo          | 32'06”05 |                               |
| 27 | Salome Nyirarukundo       | Ruanda              | 32'07”80 |                               |
| 28 | Jip Vastenburg            | Paesi Bassi         | 32'08”92 |                               |
| 29 | Trihas Gebre              | Spagna              | 32'09.67 |                               |
| 30 | Veronica Inglese          | Italia              | 32'11”67 |                               |
| 31 | Tatiele de Carvalho       | Brasile             | 32'38”21 |                               |
| 32 | Brenda Flores             | Messico             | 32'39”08 |                               |
| 33 | Marielle Hall             | Stati Uniti         | 32'39”32 |                               |
| 34 | Beth Potter               | Gran Bretagna       | 33'04”34 |                               |
| 35 | Marisol Romero            | Messico             | 35'33”03 |                               |
| - | Ekaterina Tunguskova      | Uzbekistan          | Rit.     |                               |
| - | Juliet Chekwel            | Uganda              | Rit.     |                               |
| record mondiale; record olimpico; record mondiale stagionale; record africano; record asiatico; record europeo; record nord-centroamericano e caraibico; record sudamericano; record oceaniano; record nazionale; record personale; record personale stagionale. |                           |                     |          |                               |